# Lunar Orbiterprogramma

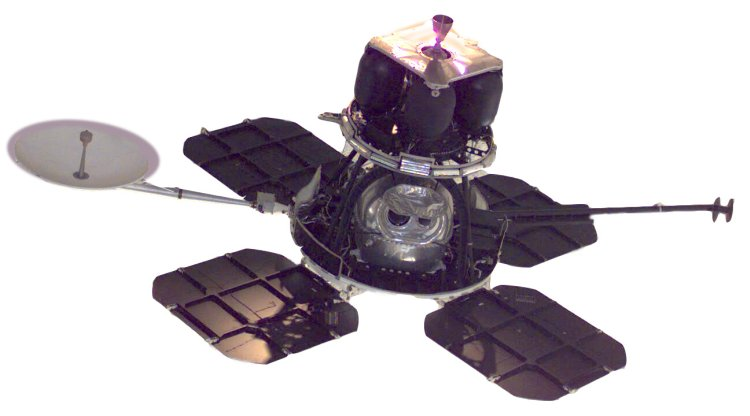
Lunar Orbiter-ruimtesonde (NASA)

Het Lunar Orbiterprogramma bestond uit vijf onbemande ruimteschepen die de Verenigde Staten in 1966 en 1967 lanceerden en die de maan in kaart brachten, mede als voorbereiding van het Apolloprogramma. Ze maakten de eerste foto’s vanuit een baan om de maan. Deze foto’s werden onder meer gebruikt om geschikte landingsplekken te selecteren. De laatste jaren is men doende het materiaal te digitaliseren.

## Succes
Alle vijf de missies hadden succes en 99% van de maan werd in kaart gebracht met behulp van foto’s met een scheidend vermogen van 60 meter of meer. De eerste drie missies waren bedoeld om 20 mogelijke plekken in beeld te brengen, waar men kon landen. Deze werden gefotografeerd vanuit banen die een hoek maakten met de evenaar. De vierde en de vijfde hadden een breder wetenschappelijk doel en vlogen op grote hoogte in polaire banen. Lunar Orbiter 4 fotografeerde de hele voorzijde en 9% van de achterzijde. Lunar Orbiter 5 bracht het restant van de achterzijde in kaart en maakte plaatjes met een middelmatig (20 meter) en hoog (2 meter) scheidend vermogen van 36 uitgezochte gebieden. Alle Lunar Orbiters zijn gelanceerd met een Atlas-Agena D raket.
De Lunar Orbiters hadden een ingenieus fotoverwerkingssysteem, bestaande uit een camera met twee objectieven, een eenheid om de film te ontwikkelen, een scanner, en een apparaat dat de film moet hanteren. Beide objectieven, een teleobjectief van 610 mm met een groot scheidend vermogen, en een groothoek van 80 mm met middelmatig scheidend vermogen, zetten hun opnamen op dezelfde rol film van 70 mm. De twee camera’s stonden in dezelfde richting, en zo werd het gebied van de detailopnamen gepositioneerd binnen dat van de overzichtsfoto’s. Tijdens de belichting werd de film bewogen en zo kon gecompenseerd worden voor de snelheid van het ruimteschip, die gemeten werd met een elektro-optische scanner. Daarna werd de film ontwikkeld en gescand, en werden de foto’s naar de aarde gezonden.
Het Lunar-Orbiterprogramma was het eerste dat foto’s van de gehele aarde liet zien. De eerste maal was dat een foto van de opkomende aarde boven het maanoppervlak die genomen werd door Lunar Orbiter op 1 augustus 1966. De eerste foto van de gehele aarde is genomen door Lunar Orbiter 5 in augustus 1967. De tweede foto van de gehele aarde is genomen door Lunar Orbiter 5 op 10 november 1967.

## Ruimteschip en subsystemen

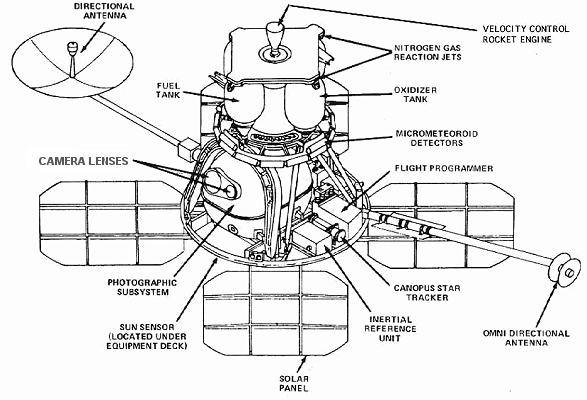
Lunar Orbiter diagram (NASA)

Het hoofdgedeelte van de Lunar-Orbiter had de vorm van een afgeknotte kegel en was 1,65 meter hoog; de diameter aan de basis was 1,5 m. Het scheepje bestond uit drie dekken, die werden ondersteund door verankeringen en een boog. In het dek aan de basis bevond zich de batterij, de zender, de boordcomputer en navigatieapparatuur (traagheidsnavigatie (inertial reference unit, IRU); stervolger gericht op Canopus, command decoder, multiplex encoder, lopendegolfbuisversterker (traveling wave tube amplifier, TWTA), en het fotografische systeem. Vier zonnepanelen strekten zich van dit dek af en brachten de spanwijdte op 3,72 m. Ook de antennes van 1,32 en 2,08 meter strekten zich van de basis uit. Op het middelste dek bevonden zich de motor die de snelheid (en dus de baanhoogte) regelde, de stuwraket en de zuurstof- en brandstoftanks; de zonnesensor en de detector voor micrometeorieten. Het derde dek bestond uit een hitteschild, om het ruimteschip te beschermen tegen de hitte van het ontsteken van de motor die de snelheid regelde. De uitlaat van de motor liep door een opening in het centrum van het schild. Aan de buitenste rand van het bovenste dek bevonden zich vier stuurraketjes.
Een vermogen van 375 W werd geleverd door vier zonnepanelen met 10.856 n/p-cellen, die rechtstreeks aan het schip leverden en ook de 12 Ah nikkel-cadmium- batterij oplaadden. De batterijen waren in gebruik omdat de maan periodiek de zon bedekte.
In voortstuwing voor belangrijke baanveranderingen werd voorzien door een cardanisch opgehangen hypergole Marquardt raketmotor met een stuwkracht van 445 N. De as en de richting werden stabiel gehouden door vier stikstofgas-stuwers van 4 N. Voor navigatie werd gebruikgemaakt van vijf zonnesensoren, de Canopus-sterresensor, en de IRU die uitgerust was met interne gyroscopen.
De communicatie vond plaats door een 10 W zender en de richtingzoekende hoogrendementantenne met een diameter van 1 meter voor het doorzenden van de foto’s, en een naar alle zijden sterk zendende laagrendementantenne voor andere communicatie. Beide antennes werkten in de S-band op 2295 MHz. De temperatuur werd geregeld met een thermische deken met meerdere lagen aluminium mylar en dacron die de romp omvatte, en door speciale verf, isolatie en warmte-elementen.
De fotografische apparatuur was geleverd door Eastman Kodak en afgeleid van een systeem dat ontwikkeld was voor spionagevliegtuigen zoals de U-2 en de SR-71. De camera maakte tegelijkertijd gebruik van twee objectieven, een groothoek- en een teleobjectief, op dezelfde film. Het groothoekobjectief met een middelmatig scheidend vermogen was een 80 mm f/2,8 Xenotar-objectief dat was geproduceerd door Schneider Kreuznach, Duitsland. Het teleobjectief was een 610 mm f/5,6 panoramalens geproduceerd door de Pacific Optical Company. De film werd ontwikkeld terwijl het schip nog in een baan om de maan cirkelde. Een Lunar Orbiter beschikte over 79 m film. Na het nemen van een foto werd deze, bedekt door ontwikkelpasta, door twee rollen gehaald (vergelijkbaar met een mangel) en vervolgens gescand door een fotomultiplicator om hem naar de aarde te zenden. Er traden hierbij wel kleine ontwikkelfoutjes, zoals strepen, op.

## Resultaten
| Lunar orbiter nummer | Lanceerdatum:    | Actief:             | Inclinatie (helling) | Maximale hoogte: | Minimale hoogte | Neergestort:  | Aantal foto's: | Missie:                                      |
| -------------------- | ---------------- | ------------------- | -------------------- | ---------------- | --------------- | ------------- | -------------- | -------------------------------------------- |
| Lunar Orbiter 1      | 10 augustus 1966 | 18-29 augustus 1966 | 12°                  | 1850 km          | 40 km           | 29-10-1966    | 229            | Verkenning landingsplaats Apollo             |
| Lunar Orbiter 2      | 6 november 1966  | 18-25 november 1966 | 11,9°                | 1850 km          | 50 km           | 11-10-1967    | 817            | Verkenning landingsplaats Apollo             |
| Lunar Orbiter 3      | 4 februari 1967  | 15-23 februari 1967 | 20,9°                | 1850 km          | 50 km           | 9-10-1967     | 626            | Verkenning landingsplaats Apollo             |
| Lunar Orbiter 4      | 4 mei 1967       | 11-26 mei 1967      | 85,5° (Polair)       | 6100 km          | 2700 km         | ca 31-10-1967 | 546            | Cartografie                                  |
| Lunar Orbiter 5      | 1 augustus 1967  | 6-18 augustus 1967  | 85° (Polair)         | 1850 km          | 150 km          | 31-1-1968     | 844            | Cartografie Verkenning landingsplaats Apollo |

Het Lunar Orbiter-programma bestond uit vijf ruimtevaartuigen die foto’s maakten van 99% van zowel de voorkant als de achterkant van de maan, met een scheidend vermogen tot 1 meter. Alles bij elkaar zonden de Orbiters 2180 detailfoto’s en 882 overzichtsfoto’s. De proeven voor micrometeorieten registreerden 22 inslagen. De conclusie was dat de micrometeorietenflux bij de maan ongeveer twee keer zo groot was als in de interplanetaire ruimte, maar iets minder dan vlak bij de aarde. De stralingsexperimenten bevestigden dat de Apolloschepen de astronauten zouden beschermen tegen zonnewind-straling. Het gebruik van de Lunar Orbiters om de volgstations van de bemande ruimtevaart te evalueren, was eveneens succesvol; van augustus tot oktober 1967 konden drie Lunar Orbiters tegelijk gevolgd worden.

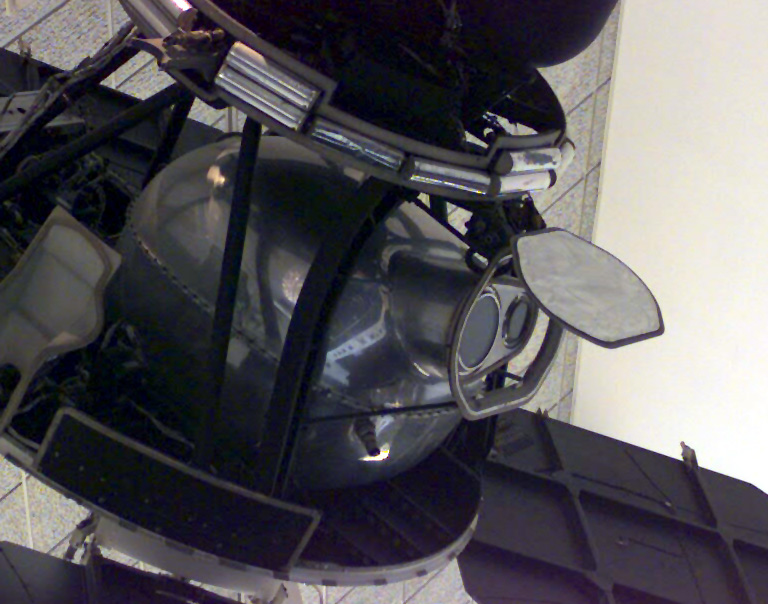
Lunar Orbiter camera (NASA)

De Lunar Orbiters kregen uiteindelijk allemaal de opdracht om op de maan neer te storten, voordat hun brandstof op zou raken, zodat ze geen gevaar zouden vormen voor het Apolloproject of om interferentie (Lunar Orbiter 2) te vermijden.
Het Lunar Orbiter-programma werd bestuurd door NASA Langley Research Center voor USD 150 tot 200 miljoen.

### Bonus / malus
In die tijd sloot het Amerikaanse Bureau voor Lucht- en Ruimtevaart contracten af met premie- en boeteclausules. Indien het geleverde ruimtevaartuig goed functioneerde, ontving de fabrikant een premie. Werkte het niet naar behoren of overschreed de fabrikant de levertijd, dan kreeg hij een boete. Boeing verdiende veel geld aan dit lucratieve programma. In eerste instantie kreeg het een boete van 100.000 dollar wegens overschrijding van de leveringstermijn, maar omdat Lunar Orbiter 1 nadien perfect functioneerde ontving het bedrijf een premie van bijna 2 miljoen dollar. Alle andere missies leverden per keer hetzelfde bedrag aan premies op.

### De gegevens
De foto’s van de Lunar Orbiter werden als analoge gegevens naar de aarde gezonden, nadat aan boord de films gescand waren tot een serie stroken. De gegevens werden zowel op magneetband als op film opgeslagen.
De gegevens op film werden gebruikt om met de hand mozaïeken te maken van de overzichtsfoto’s. Elke opname van de Lunar Orbiter resulteerde in twee foto’s: één overzichtsfoto met gemiddeld scheidend vermogen gemaakt met het 80mm-objectief, en detailfoto’s met een hoog scheidend vermogen gemaakt met het 610mm-objectief. Omdat ze zo groot waren, werden de laatste in drie foto’s opgesplitst.
Van de mozaïeken werden afdrukken op groot formaat (40 x 50 cm) gemaakt en die zijn over de Verenigde Staten verspreid in NASA-bibliotheken. Het gevolg zijn prachtige platen met hoge scherpte, maar ze hadden „luxaflex-achtige” strepen, ontbrekende of dubbele gegevens, en veelvuldige verzadigingseffecten die hun bruikbaarheid beperkten. Maar omdat ze bij lage tot gemiddelde zonnestanden zijn gemaakt, zijn deze mozaïeken toch praktisch bruikbaar voor morfologisch onderzoek naar de topografische structuren van de maan.
Er zijn verschillende atlassen en boeken met Lunar Orbiter-foto’s verschenen. De belangrijkste was van Bowker and Hughes die 675 foto’s bevatte, waarop zowat de hele maan zichtbaar was.
Het maan- en planeteninstituut is er toe overgegaan om de grootformaatfoto’s uit de data van de Lunar Orbiters in te scannen.

### Digitalisatie van de oorspronkelijke data

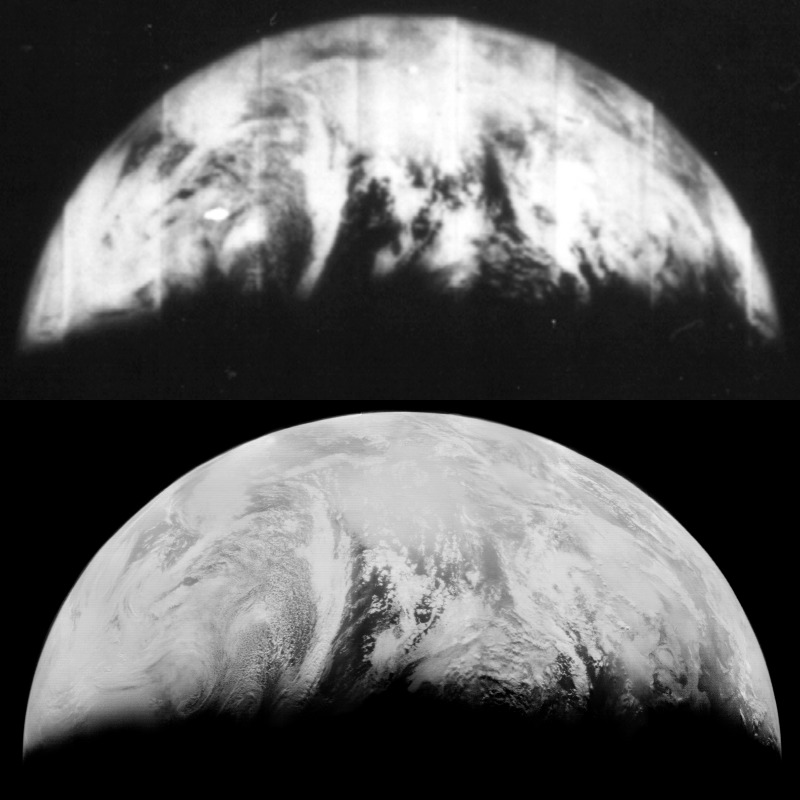
Een detail van de originele versie boven en een digitaal bewerkte versie door LOIRP.

In 2000 kreeg het ‘‘Astrogeology Research Program’’ van de United States Geological Survey in Flagstaff (Arizona) geld van de NASA (als onderdeel van het Lunar Orbiter Digitization Project) om de van de originele gegevens gemaakte positieffilmstroken van de Lunar Orbiter te scannen met een resolutie van 25 micrometer. Het doel was om een wereldbol[dode link]-mozaïek van de maan te maken met de best mogelijke Lunar Orbiter foto’s; deze werden gereconstrueerd van gescande filmstroken; ze werden gedigitaliseerd, geometrisch gecontroleerd en op een kaart geprojecteerd zonder de strepen die de originelen ontsierden. Omdat de nadruk werd gelegd op een globaal mozaïek van de gehele maan, werden voor dit project maar 15% van de beschikbare foto’s gescand. De gegevens waren afkomstig van de Lunar Orbiter 3, 4 en 5.
Daarnaast heeft het USGS digitalisatieproject foto’s gecreëerd met een zeer hoog scheidend vermogen van een aantal ‘gebieden van wetenschappelijk belang’. Deze plaatsen waren in de jaren zestig aangewezen als mogelijke landingsplekken voor het Apolloproject. Er zijn nu foto’s van zulke plekken als de landingsplaats van Apollo 12, de Marius Heuvels, en de Sulpicius Gallus heuvelrug zijn openbaar gemaakt.
In 2007,is het Lunar Orbiter Image Recovery Project (LOIRP) begonnen de Lunar Orbiter-foto’s direct van de originele Ampex FR-900 band om te zetten naar een digitaal formaat. Deze verandering resulteerde in een aanzienlijk hoger scheidend vermogen dan op de oorspronkelijke opname. De eerste van deze foto’s verscheen eind 2008.

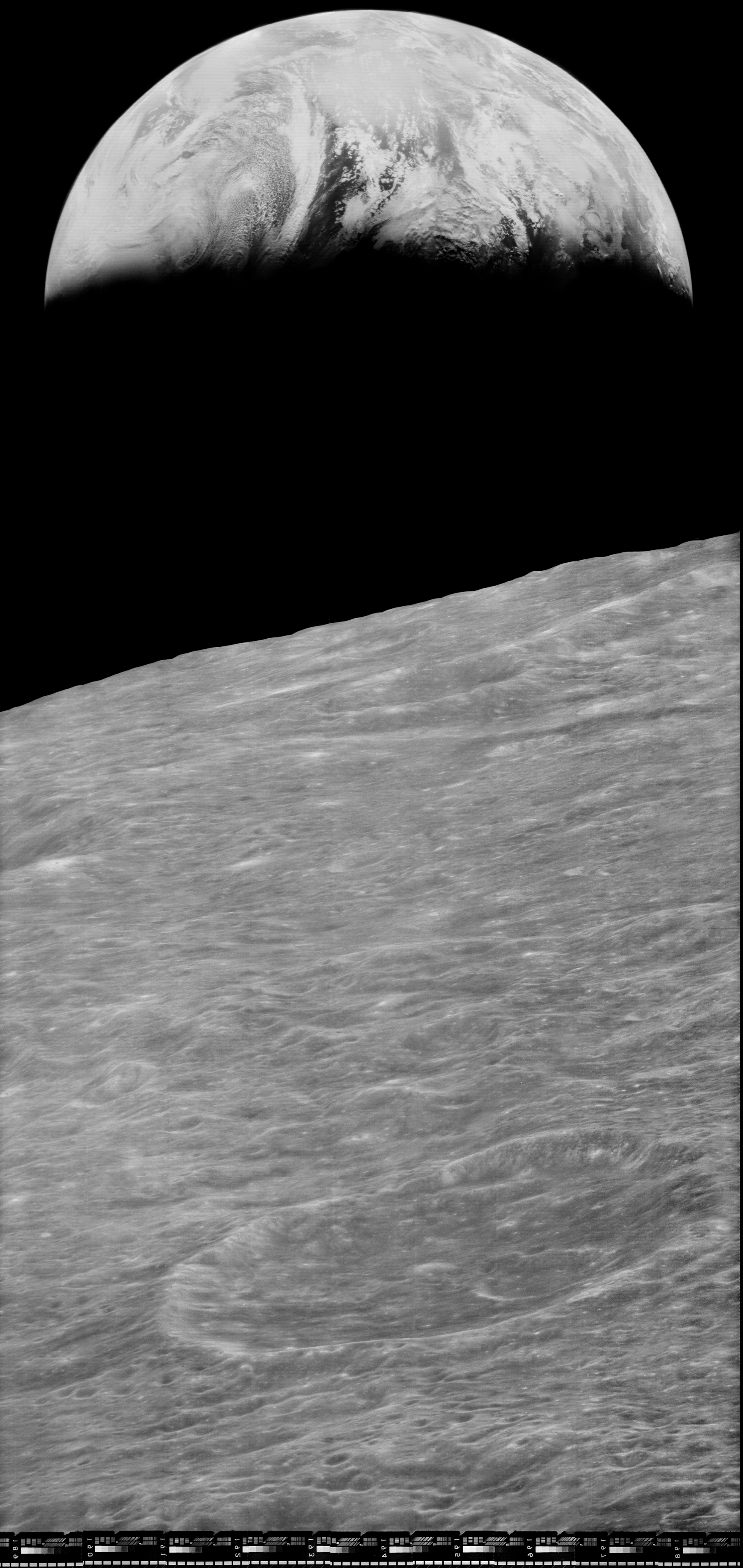
De eerste foto van de aarde vanaf de maan. Links het origineel en rechts een digitaal versterkte versie, gecreëerd door LOIRP.

- Rangerprogramma
- Surveyorprogramma
- Apolloprogramma
- Loenaprogramma